# 下塞爾塞皇家陵墓

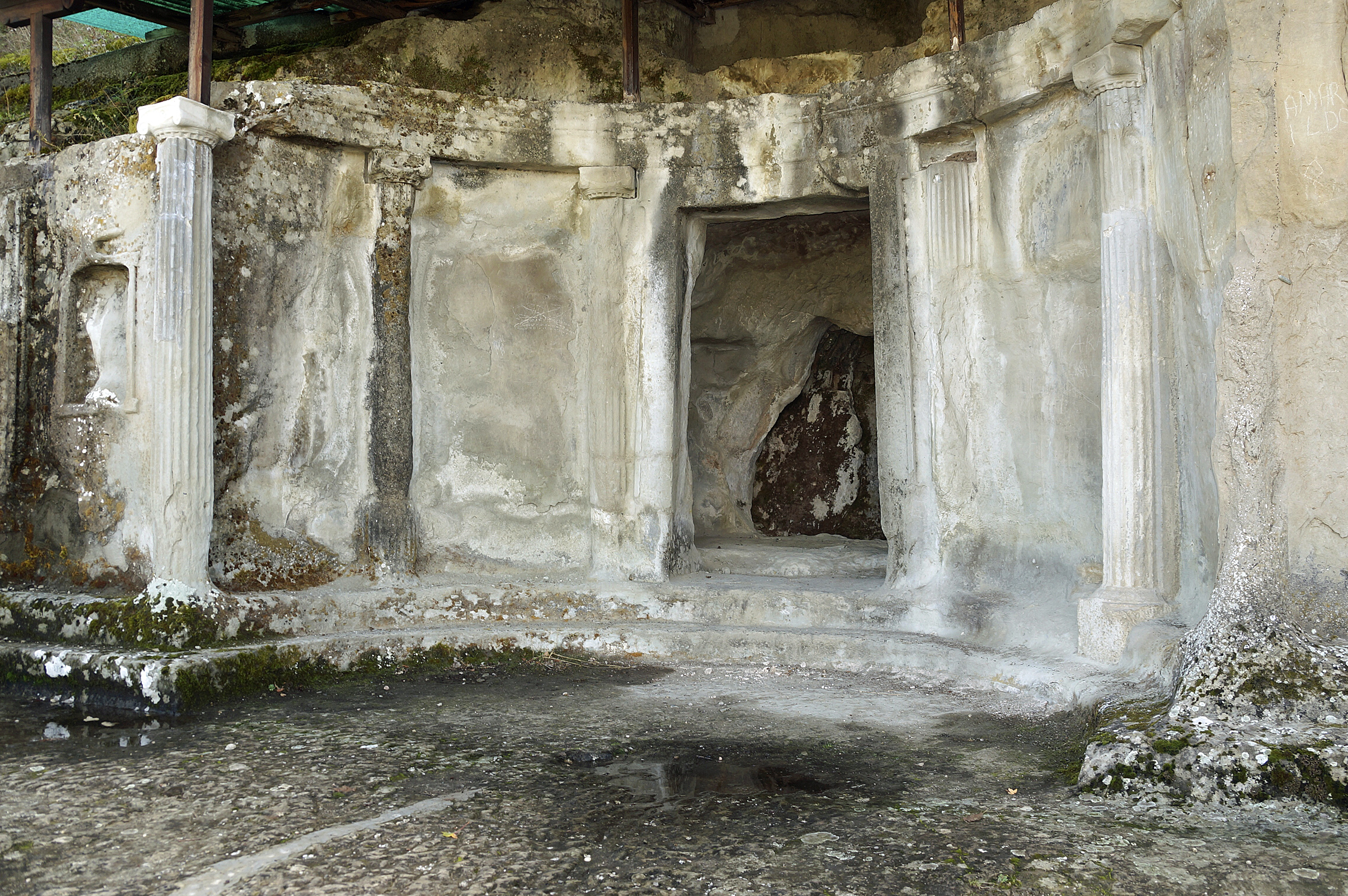
3號墓穴

伊利里亞下塞爾塞陵墓是位於阿爾巴尼亞科赤州波格拉德茨下塞爾塞附近的皇室陵墓，築於海拔1,040（3,410英尺）的什昆賓河右岸。雖然在新石器時代就已有人類活動的痕跡，但該城本身的歷史僅可追溯至鐵器時代（伊利里亞原始部落）－伊利里亞城市時期（約西元前5－2世紀），伊利里亞恩切爾部落在鐵器時代晚期定居於該地，而根據建築遺跡顯示，該城在羅馬時期亦有人居住。自西元前4世紀至1世紀，該城是伊利里亞國王的皇室住所，因此也可能是重要的政治、經濟中心。
1996年，阿爾巴尼亞將下塞爾塞陵墓列入世界遺產的預備名單。